# Carlo Salotti
Carlo Salotti (Grotte di Castro, 25 juli 1870 - Rome 24 oktober 1947) was een Italiaans geestelijke en kardinaal van de Rooms-Katholieke Kerk.
Salotti bezocht het seminarie van Orvieto en studeerde vervolgens aan het Athenaeum San Apollinare in Rome en aan de Koninklijke Universiteit aldaar. Tussen 1891 en 1894 deed hij dienst in het Italiaanse leger. Hij werd op 22 september 1894 priester gewijd. Hij studeerde vervolgens nog enkele jaren. Tussen 1897 en 1912 werkt hij als pastoor in Rome. Daarnaast doceerde hij aan het Athenaeum San Apollinare. Paus Benedictus XV benoemde hem in 1915 tot huisprelaat. Vanaf dat jaar was hij assessor bij de Congregatie voor de Riten en (sub)-promotor van het Geloof.
Paus Pius XI benoemde Salotti in 1930 tot titulair aartsbisschop van Filippopoli in Thracië en tot secretaris van de H. Congregatie tot Voortplanting des Geloofs. In die hoedanigheid werd hij de rechterhand van de Nederlandse kardinaal Willem Marinus van Rossum, van wie hij ook zijn bisschopswijding ontving. Salotti was de oprichter van het wetenschappelijk instituut voor Missiologie aan de Pauselijke Urbaniana Universiteit.
In 1933 werd hij in pectore kardinaal gecreëerd, een benoeming die twee jaar later, tijdens het consistorie van 16 december 1935 werd gepubliceerd. De San Bartolomeo all'Isola werd zijn titelkerk. In 1938 werd Salotti benoemd tot prefect van de Congregatie voor de Riten, als opvolger van Camillo Laurenti.
Kardinaal Salotti nam deel aan het conclaaf van 1939 dat leidde tot de verkiezing van Eugenio Pacelli tot paus Pius XII. Deze bevorderde Salotti op 11 december 1939 tot kardinaal-bisschop van het suburbicair bisdom Palestrina. Hij stierf in 1947 en werd begraven in Grotte di Castro.
- Bibliothèque nationale de France: cb14463836k (data)
- Gemeinsame Normdatei: 1036301338
- International Standard Name Identifier: 0000 0001 1023 5119
- Library of Congress Control Number: n89617564
- Nationale Bibliotheek van Tsjechië: xx0064961
- Nederlandse Thesaurus van Auteursnamen: 070529787
- Istituto Centrale per il Catalogo Unico: RAVV075993
- Système universitaire de documentation: 083818979
- Virtual International Authority File: 29756632
- WorldCat: E39PBJjhBd3gc779hhRWfQMVmd